# Kostel Všech svatých (Hronov)
Kostel Všech svatých je římskokatolický farní kostel v Hronově. Je nejstarší památkou města, v roce 1359 je uváděn jako farní kostel, kdy nad ním měl patronát Jan z Náchoda, řečený z Dubé. Je chráněn jako kulturní památka České republiky.

## Historie
Původně na místě kostela stála gotická „kaple v březinách“. Kostel je situován na místě původního centra města. Za třicetileté války, zejména při požáru města v roce 1639, byl téměř zničen. Dochovalo se pouze gotické kněžiště z první poloviny 14. století, které sloužilo jako kaple. Kostel byl barokně přestavován v letech 1713–1716 a v roce 1736, kdy byla ke kněžišti přistavěna současná chrámová loď. Pro nedostatek kněží byl kostel filiálním k náchodskému děkanství, v roce 1780 byla zřízena lokálie a roku 1786 byla obnovena fara. Větší opravy kostela byly provedeny v letech 1905, 1968 a 2008–2009.

## Architektura
Kostel je orientovaný, původně gotický, později přestavěný barokně, bez věže. Stěny jsou hladké, kolem oken šambrány. Kněžiště má dva opěráky. V západním průčelí jsou pilastry, vchod je hladce olemovaný a okno na kruchtu segmentové. Ke kněžišti přiléhá z jihu sakristie. Triumfální oblouk je polokruhový.

## Mobiliář
Vnitřní zařízení pochází z poloviny 19. století, lavice z roku 1863.

## Varhany
Z původního nástroje Amadea Hanische z roku 1867 se dochovaly varhanní skříně, do kterých je zabudován nástroj firmy Organa z roku 1977.

## Zvonice
U kostela stojí pozdně renesanční zvonice, která roku 1610 nahradila původní dřevěnou zničenou při požáru. Proti původní byla zvýšena o jedno patro a osazena dřevěným podsebitím se střechou a hrotem ve tvaru osmibokého jehlance. Původní zvony byly zrekvírovány v roce 1757.

## Okolí kostela
Kolem kostela se rozkládá bývalý hřbitov s kaplí Panny Marie, původní kostnicí. Na schodišti ke kostelu je socha sv. Václava z roku 1940 od červenokosteleckého sochaře Břetislava Kafky, více známého jako parapsychologa. Pískovcová socha byla v září 1940 slavnostně odhalena Msgr. Svatošem, osobním děkanem na Boušíně a náchodským vikářem. Pětimetrový pomník váží včetně podstavce 3,8 tuny a na podstavci je nápis „Svatý Václave, oroduj za nás“.

## Bohoslužby
Bohoslužby se konají v neděli v 8.00 a denně mimo středy a neděle v 17.00.

## Galerie

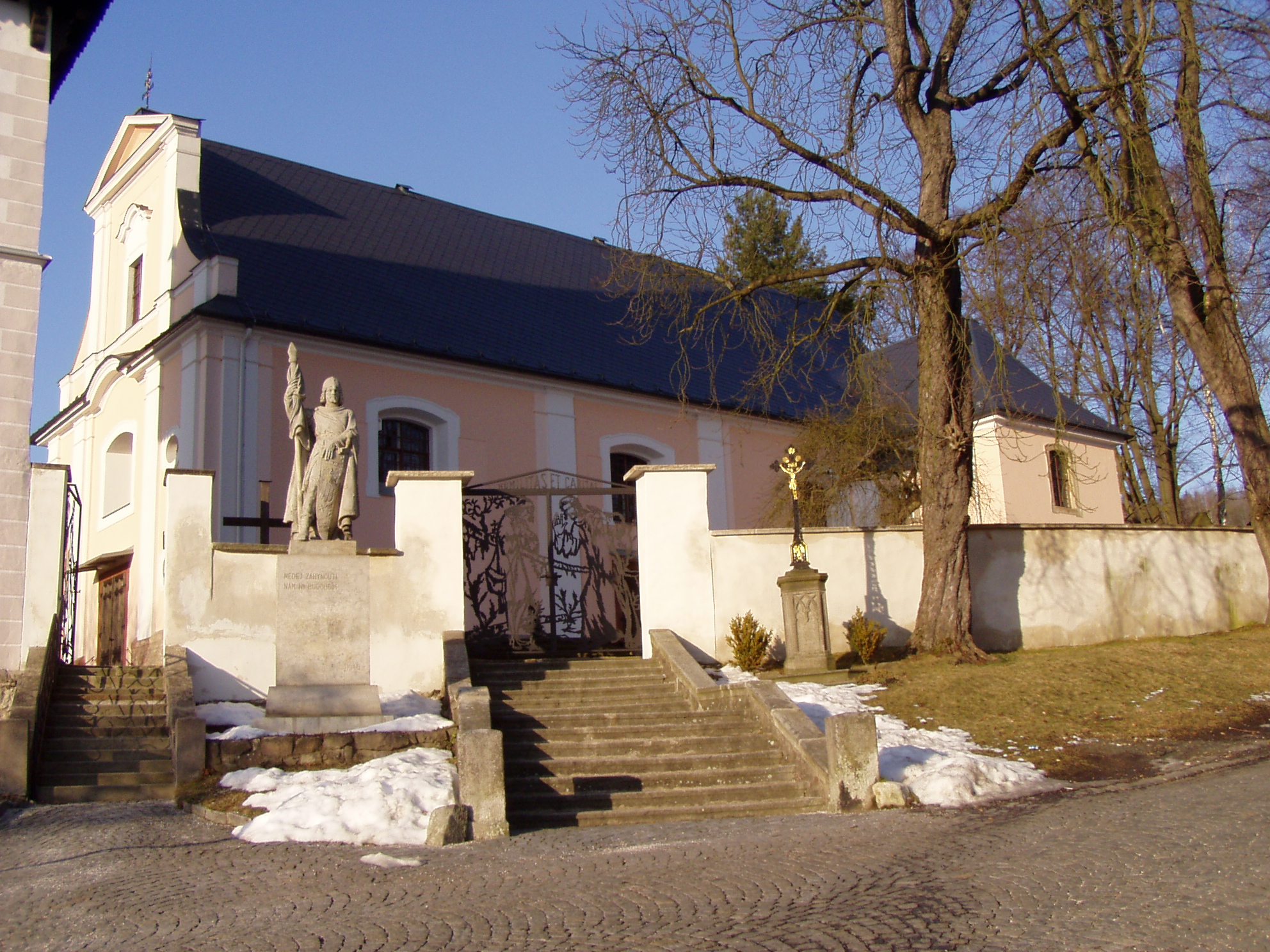
Kostel se sochou sv. Václava
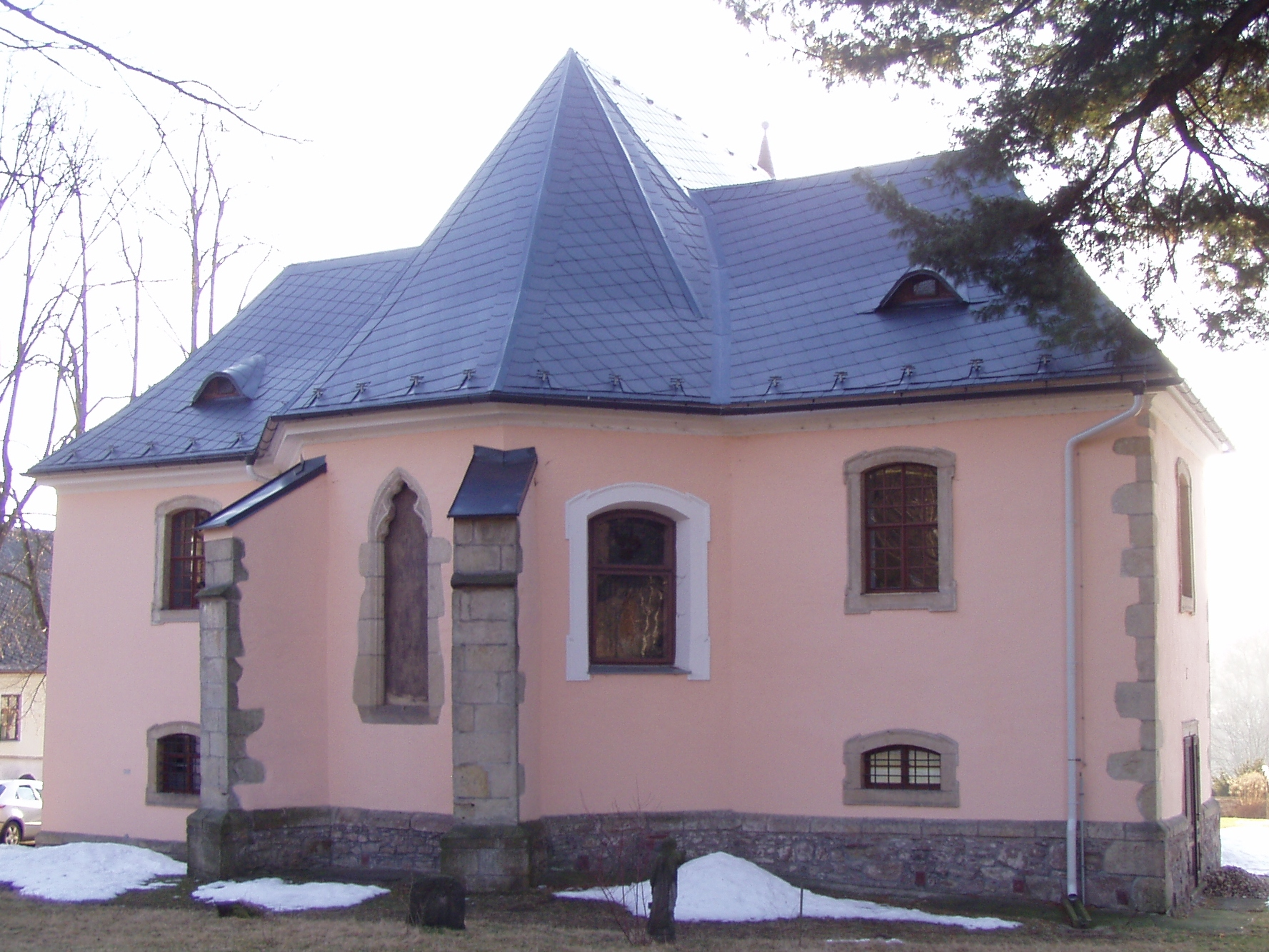
Gotické kněžiště
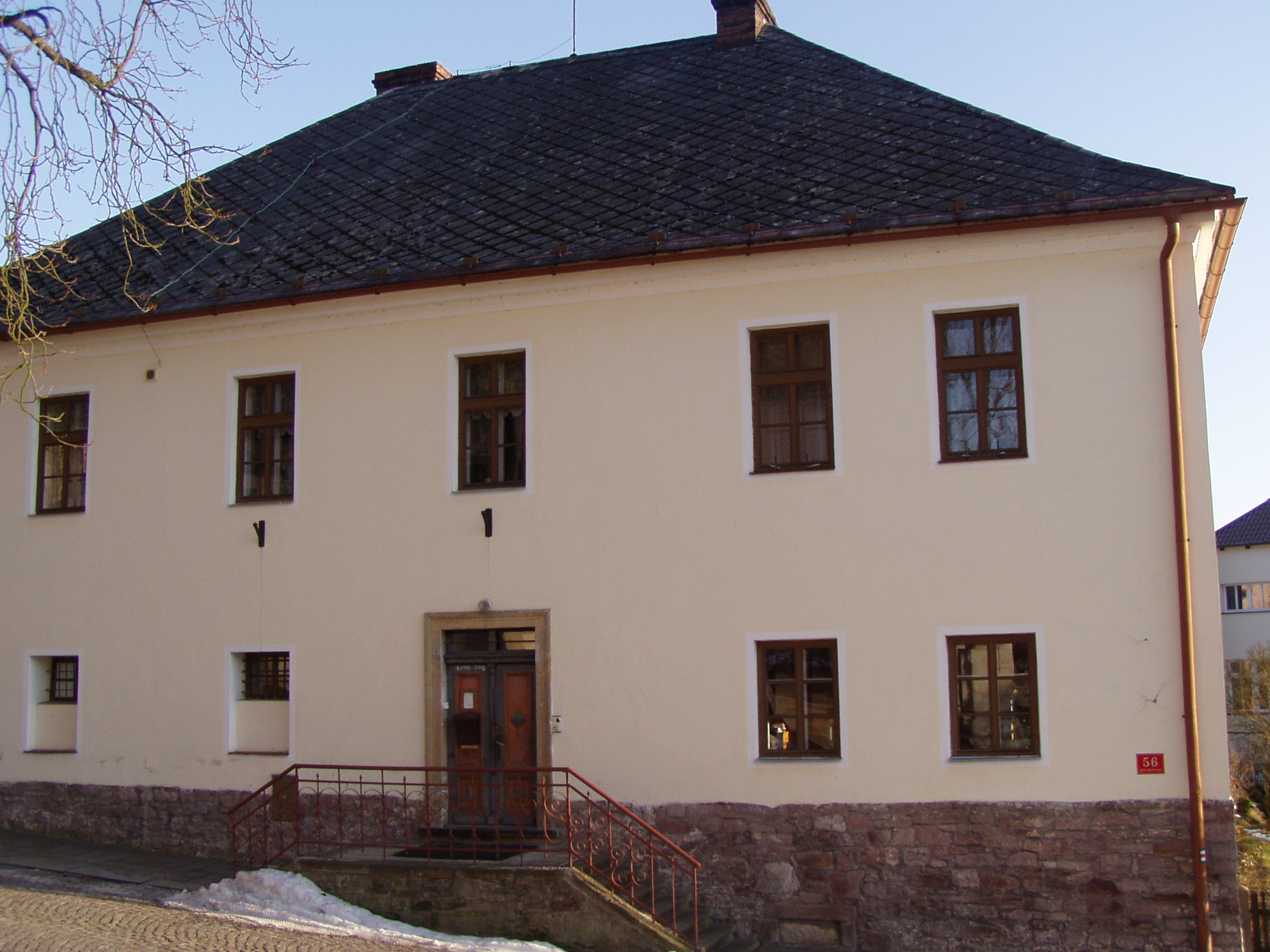
Fara
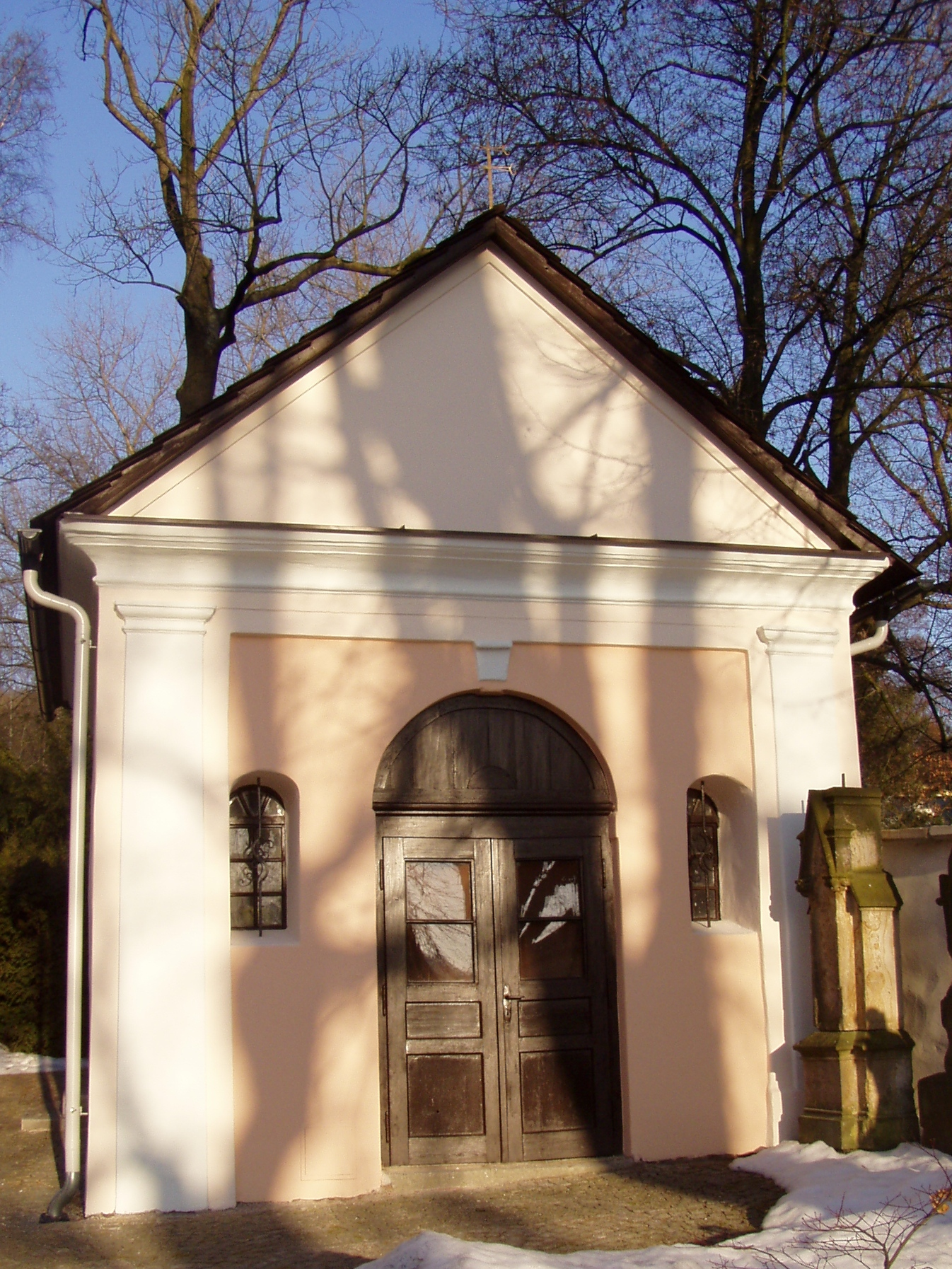
Kaple Panny Marie
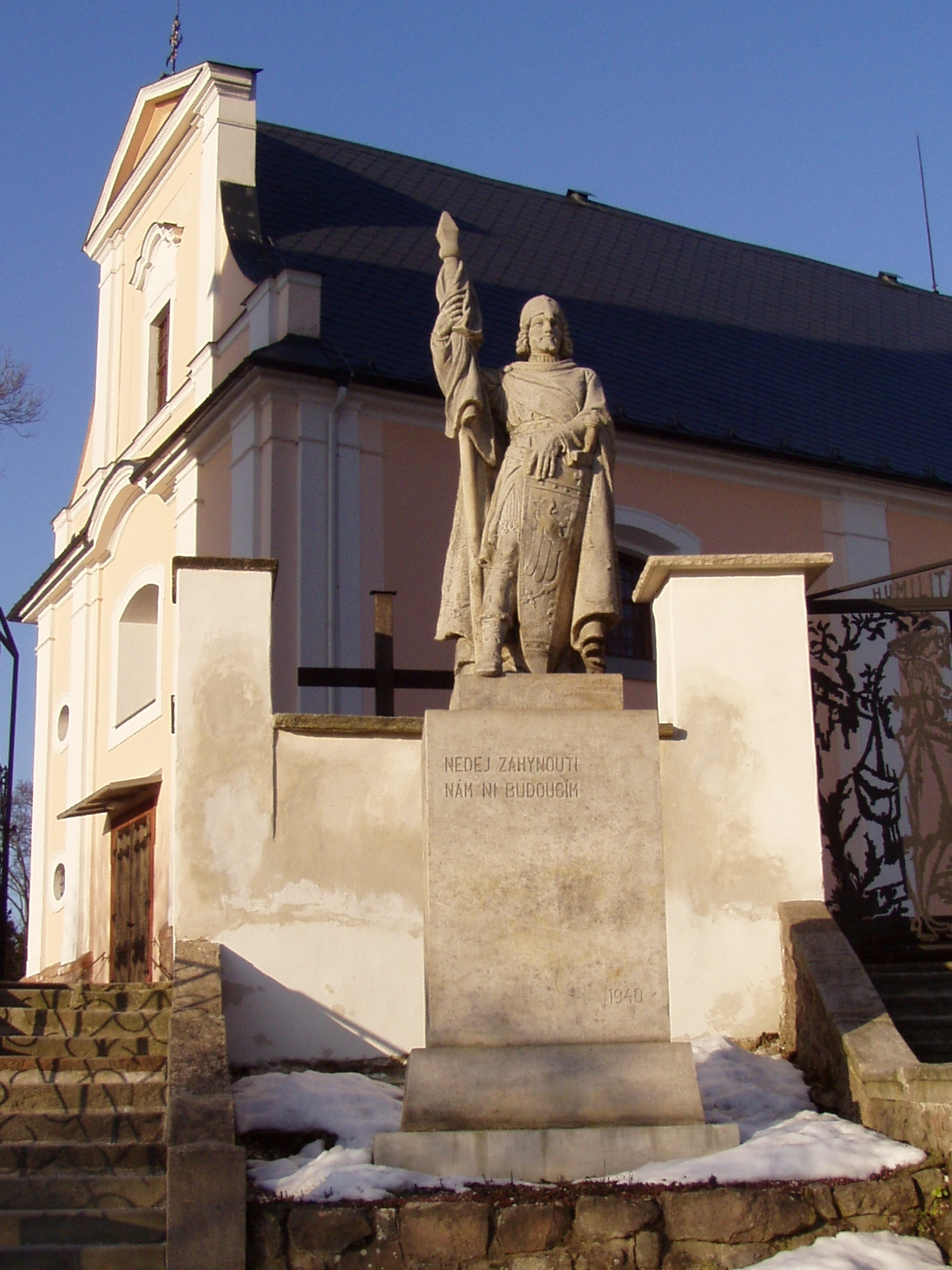
Socha sv. Václava